# Ligne 3 du métro d'Athènes
La ligne 3 du métro d’Athènes (grec moderne : Γραμμή 3), ou ligne bleue, est une ligne de métro athénienne reliant Le Pirée à l'aéroport international d'Athènes en une heure, bien que certaines rames n’aillent que jusqu’à l'ancien terminus Doukíssis Plakentías (en). La section entre Dimotikó Théatro et Doukíssis Plakentías est souterraine, contrairement à celle allant jusqu’à l’aéroport.

## Histoire
La ligne 3 est entrée en service le 28 janvier 2000, comme la ligne 2. La section originelle reliait la station Sýntagma à celle d'Ethnikí Ámyna (en).
En 2012 ont débuté les travaux de la dernière extension, qui a amené la ligne à l'automne 2022 au Dimotikó Théatro du Pirée via la station du port du Pirée. Trois premières stations de l’extension, Agía Varvára (en), Korydallós (en) et Níkea (en), ont ouvert leurs portes le 7 juillet 2020, tandis que les stations Maniátika, Le Pirée et Dimotikó Théatro ont été inaugurées le 10 octobre 2022.

## Stations
|  |   |  | Station              | Coordonnées                  | Commune (district régional)      | Ouverture         | Sites d'intérêt                                                                           | Correspondance(s) |
|  | - |  | -------------------- | ---------------------------- | -------------------------------- | ----------------- | ----------------------------------------------------------------------------------------- | ----------------- |
|  | ο |  | Dimotikó Théatro     | 37° 56′ 35″ N, 23° 38′ 53″ E | Le Pirée                         | 10 octobre 2022   | Théâtre municipal                                                                         |                   |
|  | ο |  | Le Pirée             | 37° 56′ 54″ N, 23° 38′ 33″ E | Le Pirée                         | 10 octobre 2022   | Port du Pirée                                                                             | (1)               |
|  | • |  | Maniátika            | 37° 57′ 35″ N, 23° 38′ 24″ E | Le Pirée                         | 10 octobre 2022   |                                                                                           |                   |
|  | • |  | Níkea (en)           | 37° 57′ 59″ N, 23° 38′ 36″ E | Níkea (Le Pirée)                 | 7 juillet 2020    |                                                                                           |                   |
|  | • |  | Korydallós           | 37° 58′ 37″ N, 23° 39′ 02″ E | Korydallós (Le Pirée)            | 7 juillet 2020    |                                                                                           |                   |
|  | • |  | Agía Varvára         | 37° 59′ 49″ N, 23° 40′ 04″ E | Agía Varvára (Athènes-Ouest)     | 7 juillet 2020    |                                                                                           |                   |
|  | • |  | Agía Marína          | 37° 59′ 49″ N, 23° 40′ 04″ E | Egáleo (Athènes-Ouest)           | 14 décembre 2013  |                                                                                           |                   |
|  | • |  | Egáleo               | 37° 59′ 30″ N, 23° 40′ 55″ E | Egáleo (Athènes-Ouest)           | 26 mai 2007       |                                                                                           |                   |
|  | • |  | Eleónas              | 37° 59′ 16″ N, 23° 41′ 36″ E | Egáleo (Athènes-Ouest)           | 26 mai 2007       |                                                                                           |                   |
|  | • |  | Keramikós            | 37° 58′ 43″ N, 23° 42′ 40″ E | Athènes                          | 26 mai 2007       | Gázi                                                                                      |                   |
|  | ο |  | Monastiráki          | 37° 58′ 36″ N, 23° 43′ 33″ E | Athènes                          | 22 avril 2003     | Agora d'Athènes Agora romaine Bibliothèque d'Hadrien                                      | (1)               |
|  | o |  | Sýntagma             | 37° 58′ 31″ N, 23° 44′ 08″ E | Athènes                          | 29 janvier 2000   | Parlement hellénique Tombe du soldat inconnu Place Sýntagma Jardin national Zappéion      | (2)               |
|  | • |  | Evangelismós         | 37° 58′ 34″ N, 23° 44′ 49″ E | Athènes                          | 29 janvier 2000   | Hôpital Evangelismós Musée de la guerre Musée byzantin et chrétien Pinacothèque nationale |                   |
|  | • |  | Mégaro Moussikís     | 37° 58′ 44″ N, 23° 45′ 10″ E | Athènes                          | 29 janvier 2000   | Palais de la musique                                                                      |                   |
|  | • |  | Ambelókipi           | 37° 59′ 14″ N, 23° 45′ 28″ E | Athènes                          | 29 janvier 2000   | Quartier général de la police grecque                                                     |                   |
|  | • |  | Panórmou             | 37° 59′ 35″ N, 23° 45′ 49″ E | Athènes                          | 29 janvier 2000   |                                                                                           |                   |
|  | • |  | Katecháki            | 37° 59′ 35″ N, 23° 46′ 35″ E | Athènes                          | 29 janvier 2000   |                                                                                           |                   |
|  | • |  | Ethnikí Ámyna        | 37° 59′ 58″ N, 23° 47′ 05″ E | Papágou-Cholargós (Athènes-Nord) | 29 janvier 2000   | Ministère de la Défense Ministère des transports                                          |                   |
|  | • |  | Cholargós            | 38° 00′ 18″ N, 23° 47′ 40″ E | Papágou-Cholargós (Athènes-Nord) | 23 juillet 2000   |                                                                                           |                   |
|  | • |  | Nomismatokopío       | 38° 00′ 35″ N, 23° 48′ 22″ E | Agía Paraskeví (Athènes-Nord)    | 2 septembre 2009  |                                                                                           |                   |
|  | • |  | Agía Paraskeví       | 38° 01′ 02″ N, 23° 48′ 45″ E | Chalándri (Athènes-Nord)         | 30 décembre 2010  |                                                                                           |                   |
|  | • |  | Chalándri            | 38° 01′ 18″ N, 23° 49′ 16″ E | Chalándri (Athènes-Nord)         | 24 juillet 2004   |                                                                                           |                   |
|  | ο |  | Doukíssis Plakentías | 38° 01′ 27″ N, 23° 50′ 00″ E | Chalándri (Athènes-Nord)         | 28 juillet 2004   |                                                                                           | Π1 Π4 Π5          |
|  | o |  | Pallíni              | 38° 00′ 20″ N, 23° 52′ 11″ E | Pallíni (Attique de l'Est)       | 20 septembre 2006 |                                                                                           | Π1 Π4             |
|  | ο |  | Péania-Kántza        | 37° 59′ 04″ N, 23° 52′ 12″ E | Peanía (Attique de l'Est)        | 10 juillet 2006   |                                                                                           | Π1 Π4             |
|  | o |  | Koropí               | 37° 54′ 46″ N, 23° 53′ 45″ E | Koropí (Attique de l'Est)        | 10 juillet 2006   |                                                                                           | Π1 Π4             |
|  | ο |  | Aéroport             | 37° 56′ 13″ N, 23° 56′ 41″ E | Spáta (Attique de l'Est)         | 30 juillet 2004   | Aéroport international d’Athènes Elefthérios-Venizélos                                    | Π1 Π4 Π5          |

- Caractères gras : origine ou destination de certaines missions
- Mise à jour le 11 octobre 2022